# UFC Live: Sanchez vs. Kampmann
UFC Live: Sanchez vs. Kampmann (también conocido como UFC on Versus 3) fue un evento de artes marciales mixtas celebrado por Ultimate Fighting Championship el 3 de marzo de 2011 en el KFC Yum! Center, en Louisville, Kentucky.

## Historia
Este evento fue el primer evento de UFC que presenció Kentucky.
Matt Brown esperaba enfrentarse a Mark Scanlon en el evento, pero Scanlon se tuvo que retirar de la tarjeta y debía ser sustituido por Matthew Riddle. Sin embargo, la pelea fue cancelada después de que Riddle se lesionara la mano derecha el 20 de enero.
Maiquel Falcão estaba a punto de pelear con Alessio Sakara, pero se retiró de la pelea debido a una lesión. Rafael Natal iba a intervenir en su reemplazo, sin embargo el 12 de febrero, se anunció que Natal se había retirado de la pelea debido a una lesión en la rodilla. Natal fue reemplazado por el recién llegado a la promoción Chris Weidman.

## Premios extra
Cada peleador recibió un bono de $160,000 por la Pelea de la Noche y $60,000 por KO y Sumisión.
- Pelea de la Noche: Diego Sánchez vs. Martin Kampmann
- KO de la Noche: Shane Roller
- Sumisión de la Noche: Brian Bowles